# Atoll
Atoll — французская рок-группа, игравшая в стиле симфонический прогрессивный рок, образованная гитаристами Люком Серра и Жаном Люком Тилло в 1972 году. Одна из самых известных групп жанра прогрессивный рок во Франции и в мире. Группа просуществовала семь лет, с 1972 по 1979 год, в ходе которых было записано четыре студийных долгоиграющих пластинки, после чего группа распалась. В 1988 году была осуществлена попытка возродить коллектив в обновлённом составе и было выпущено 2 альбома. Однако группа уже не пользовалась столь большой популярностью, как в 1970-е годы, и распалась окончательно.

## История группы
В 1972 году команду основали двое друзей-гитаристов: Люк Серра и Жан Люк Тилло, которые родились и выросли в небольшом городе Мец на северо-востоке Франции. К группе присоединился Алэйн Гоццо, а ко времени записи первого диска — вокалист Андре Бальзар и клавишник Мишель Тайлле. В ноябре 1974 года вышла дебютная пластинка «Musiciens Magiciens», которую критики охарактеризовали как экспрессивную работу, насыщенную клавишным звуком и непохожими для прогрессивного рока гитарными соло. В дебютной работе Жан Люк Тилло переквалифицировался на бас-гитару. К записи были добавлены флейта и саксофон. Несмотря на нелестные отзывы критиков, Atoll сразу нашли своих поклонников не только во Франции, но и за рубежом, чему немало поспособствовали гастроли группы в Великобритании.
Второй лонгплей, «L’Araignée-Mal», на порядок отличался от первого, на котором заметно выражен уклон в сторону фьюжн. Этому способствовало и изменение состава за счёт привлечения гитариста Кристиана Бейа, заменившего Люка Серру, и скрипача Ришара Обера.
Через год из группы ушёл скрипач, а следующий диск «Tertio» вышел целиком в жанре симфо-прог. Пристальное внимание всё так же уделялось инструментальным проигрышам с редкими вокальными партиями. Стоит упомянуть имена Лизы Делюкс и Стеллы Вандер из группы Magma, внесших определенный вклад в музыку альбома.
К концу 70-х спрос на прогрессивный рок заметно снизился, поэтому большинству групп, играющих в этом жанре, пришлось упрощать музыку. Набор коротких песен состоял в основном из баллад и поп-рока. Диск был жестоко раскритикован и плохо продавался. Сами члены группы чувствовали дискомфорт, поскольку руководство их тогдашнего лейбла Eurodisk настаивало на продолжении работы в жанре поп-рок. Состав команды регулярно менялся. В итоге к концу 80-х в Atoll остались лишь Гоццо и Тайлле. В результате всех этих изменений Atoll прекратили жизнедеятельность до 89-го, когда Кристиан Бейа попытался дать команде вторую жизнь. Плодом жизнедеятельности группы после долгого молчания стали два студийных и один концертный альбом, которые были сыграны в жанре неопрогрессивный рок и не имели ничего общего с группой Atoll середины 70-х.

## Дискография
- 1974 : Musiciens Magiciens
- 1975 : L’Araignée-Mal
- 1977 : Tertio
- 1979 : Rock Puzzle
- 1989 : L’Océan
- 1990 : Tokyo, C’est Fini (Live)
- 2003 : Illian — J’entends Gronder La Terre